# Bisdom Bogor
Het bisdom Bogor (Latijn: Dioecesis Bogorensis) is een rooms-katholiek bisdom met als zetel Bogor, in Indonesië. Het bisdom is suffragaan aan het aartsbisdom Jakarta. 

## Geschiedenis
Het bisdom werd opgericht op 9 december 1948, als de apostolische prefectuur Sukabumi, uit delen van het apostolisch vicariaat Batavia. Op 3 januari 1961 werd het verheven tot bisdom met de naam bisdom Bogor. 

## Parochies
Het bisdom had in 2022 een oppervlakte van 18.366 km2 en telde 20.559.829 inwoners waarvan 0,5% rooms-katholiek was.

## Bisschoppen
- Paternus Nicholas Joannes Cornelius Geise (prefect: 17 december 1948, bisschop: 3 januari 1961 - 30 januari 1975)
- Ignatius Harsono (30 januari 1975 - 17 juli 1993)
- Cosmas Michael Angkur (10 juni 1994 - 21 november 2013)
- Paskalis Bruno Syukur (21 november 2013 - heden)

## Galerij van afbeeldingen

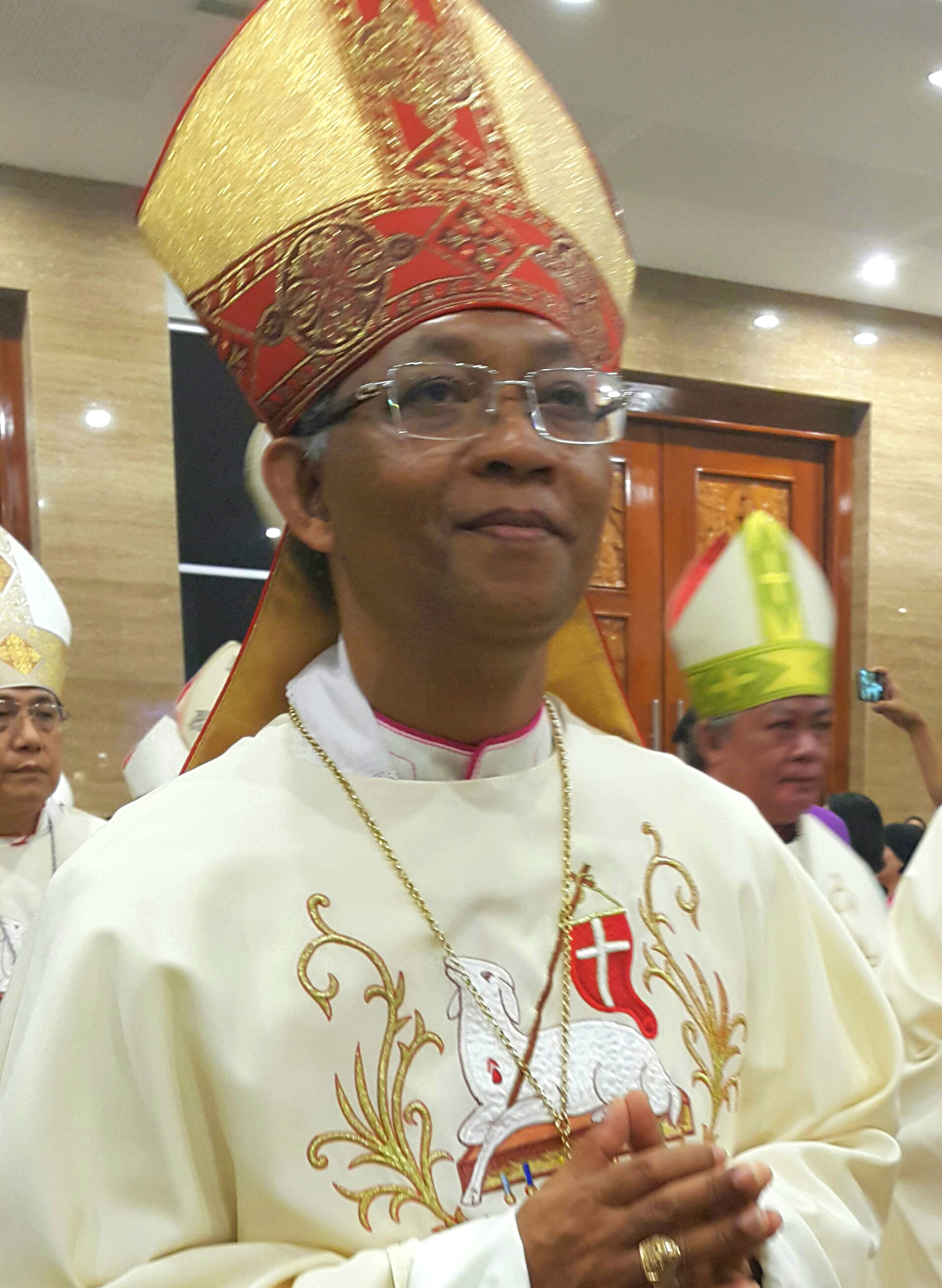
Bisschop Paskalis Bruno Syukur (2013-heden)
Kerkprovincie met aartsbisdom en suffragane bisdommen

Jakarta (aartsbisdom) · Bandung · Bogor